# Japán varangy
A Bufo japonicus robusztus testtel és háromszög alakú fejjel rendelkezik, hegyes orral, rövid és vastag végtagokkal. A test színe a helytől függően sötétzöld, sárgásbarna és sötétbarna színű lehet. Számos kerek gumó látható a törzsén, végtagjain, hátulján és oldalán. A tympanum feletti szemölcsök és parotoid mirigyek mérget választanak ki, amikor egy ragadozó megtámadja. A tenyészidőszakban a hímek és nőstények bőre simább, a hím teste színe sárgássá válik.
Testhossza hossza a B.j.formosus esetében 43-162 mm és a B.j.japonicus esetében 80-176 mm. A nőstények testhossza általában nagyobb, mint a hímeké. A melegebb régiókban élő Bufo japonicus általában nagyobb méretű.
A tympanum ellipszis alakú, és a szem-tympanum távolsága nagyjából megegyezik a tympanum hosszú tengelyével. Az elülső végtag négy ujjal a hátsó végtag körülbelül fele; a harmadik ujj a leghosszabb, a második pedig a legrövidebb. A hátsó végtag majdnem kétszer olyan hosszú, mint a test; a negyedik lábujj a leghosszabb és az első orr mind az öt lábujja. Az úszóhártya rosszul fejlett, mélyen bevágott.